# Brutoformule
De brutoformule is een notatievorm voor een chemische verbinding waarbij alleen de elementen met de aantallen atomen worden weergegeven, niet de manier waarop de atomen met elkaar verbonden zijn. De elementen worden gerangschikt volgens C (koolstof), H (waterstof) en vervolgens de overige elementen in alfabetische volgorde (het Hill-systeem). Zoeken naar gegevens over een bepaalde (organisch) chemische stof wordt dan ook vaak gedaan via de brutoformule-index.

## Achtergrond
De brutoformule is in eerste instantie in de organische of koolstofchemie ontwikkeld. Dat is de reden dat de twee meest voorkomende elementen in die tak van de chemie - koolstof en waterstof - als eerst genoemd staan. Door de voortschrijdende kennis van koolstofverbindingen bleek het gebruikte naamgevingssysteem herhaaldelijk niet langer toereikend. Nieuwe kennis en inzichten vroegen om nieuwe systemen. Anderzijds waren gebruikers gewend aan een bepaalde naam voor een bepaalde stof. Ook het opnemen van chemische namen in wetgeving leidt tot het blijven gebruiken van in chemisch opzicht verouderde namen.
Het CRC Handbook of Chemistry and Physics en vrijwel alle chemicaliënhandelaren bieden een index op basis van de brutoformule als service voor gebruikers.

## Aceton
Een voorbeeld van het naast elkaar voorkomen van meerdere of (voor chemici) verouderde namen voor dezelfde verbinding is CH3COCH3, waarvoor de namen dimethylketon (DMK), aceton en propanon in gebruik zijn. Afhankelijk van de keuze van de samensteller of de gebruiker zal informatie over deze verbinding dus onder de A(ceton), Di(methylketon), DM(k) of P(ropanon) te vinden zijn. In alle gevallen is de brutoformule C3H6O. De verwijzingen op naam leiden dan snel tot de juiste plek in de lijst.

## Theïne
Ook thee bevat een component die opwekkende eigenschappen heeft. De ontdekker noemde deze stof theïne. Zorgvuldige analyse heeft aangetoond dat deze stof identiek is aan cafeïne. Ook hier is de naam in een lijst dus afhankelijk van de keuze van de samensteller. De brutoformule C8H10N4O2 leidt snel tot de gebruikte naam. De feitelijke inhoud zal uiteraard gelijk zijn.

## Anorganische chemie
Omdat de anorganische scheikunde steeds complexere verbindingen bestudeert, speelt daar nu ook het probleem van verschillende systemen van naamgeving, en wordt ook wel de regel "eerst koolstof, dan waterstof, de rest alfabetisch" toegepast. Deze geeft voor "gewone" verbindingen soms vreemdogende resultaten: {\displaystyle {\ce {ClNa}}} voor natriumchloride, {\displaystyle {\ce {CH3NaO2}}} voor natriumacetaat.